# Juli Jakab
Juli Jakab (Budapest, 1988) és una actriu i guionista hongaresa, coneguda per ser la protagonista de Napszállta (2018).

## Biografia
Nascut l'any 1988 a Budapest, és diplomàtic a l'escola. Entre 2007 i 2012 va estudiar a la Universitat d'Art Dramàtic i Cinematogràfic de Budapest. Elseu primer paper com a actriu, a més de la seva feina com a guionista, és a Nekem Budapest.
El 2018 es va completar el paper del protagonista a la pel·lícula Napszállta de László Nemes. El 2020 fou guardonada (juntament amb Márk Bodzsár i István Tasnádi amb el Premi al millor guió al LIII Festival Internacional de Cinema Fantàstic de Catalunya per Drakulics elvtárs.

## Filmografia
- Nekem Budapest  (2013)
- For Some Inexplicable Reason (2014)
- Senki szigete (2014)
- El fill de Saül (2015)
- Napszállta (2018)
- Drakulics elvtárs (2020)